# Aczelia
Aczelia is een vliegengeslacht uit de familie van de roofvliegen (Asilidae).

## Soorten
- A. argentina (Wulp, 1882)
- A. infumata (Lynch Arribálzaga, 1880)
- A. tsacasi Papavero, 1971